# Princesa Isabel
Princesa Isabel is een gemeente in de Braziliaanse deelstaat Paraíba. De gemeente telt 20.017 inwoners (schatting 2009).